# أقنثة سورية
أقنثة سورية أو حيص أو شوك الجِمال (الاسم العلمي Acanthus spinosus)، نبات طبي معمر من فصيلة أقنتية يعلو من 40 إلى 80 سم
ساقه وازهراراتُه تتخطَّى الأوراق. أوراقه مُتطاولة سنانية، ريشية التقسيم إلى فصوص سنانية الشكل، مُفصصة بدورها وشائكة. الأوراق الساقية اثنتان عادة،
قصيرتان. الازهرار أسطواني الشكل، مُتراصّ، أرجواني التوشيح في الغالب وهو فَتيّ.
قِناباتُه كبيرة جدًا، جلدية، عروقها بارزة، مُهدَّبَة الأطراف يحيط بها من الجانبين 4 إلى 5 شوكات قوية. الكأس مَرطاء، فصها العلوي كبير القدّ،
الفص السفلي أضيق، خطي الشكل، مشروم الرأس. التاج أبيض، أمرط جدًا، شفته ثلاثية الفصوص المنتصبة. المنبت في الحقول المُهملة من المناطق
الساحلية إلى الجبلية.
|  |  |